# Lori Piestewa
Pour les articles homonymes, voir Piestewa.
Lori Piestewa (1979 - 2003) est une militaire de l'armée américaine tuée pendant la guerre d'Irak. Membre du Corps de l'intendance de l'armée de terre des États-Unis, elle meurt lors de l'attaque irakienne au cours de laquelle ses camarades Shoshana Johnson (en) et Jessica Lynch, une amie de Lori Piestewa, sont blessées. Membre du peuple des Hopis, Lori Piestewa est la première femme amérindienne à mourir au combat dans l'armée américaine et la première femme de l'armée américaine tuée pendant la guerre d'Irak. Le Pic Piestewa, en Arizona, est nommé en son honneur.